# Знак європейської спадщини
Знак європейської спадщини — це визнання, яке Європейською Унією присуджується будівлям, документам, музеям, архівам, пам'ятникам чи подіям, які розглядаються як віхи у створенні сучасної Європи. Програмою керує Європейська комісія.

## Історія

### Міжурядова ініціатива

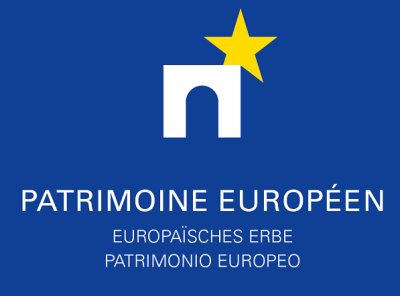
Логотип колишньої міжурядової схеми

Знак європейської спадщини розпочався як міжурядова ініціатива між 17 окремими державами-членами ЄС під час зустрічі в Гранаді, Іспанія, 28 квітня 2006 р. Мотивацією для створення ініціативи були референдуми 2005 року у Франції та Нідерландах, в результаті яких дві країни не ратифікували конституцію Європи. Головною метою ініціативи було визначити та визначити місця, які зіграли ключову роль у побудові об'єднаної Європи, та побачити ці місця через європейську, а не національну точку зору.
Міжурядова ініціатива пов'язала як держави-члени ЄС, так і країни, що не є членами, такі як Швейцарія. Агенції зі спадщини країн-учасниць присвоїли Знак сайтам з транскордонним або загальноєвропейським характером. Країни обирали власні культурні цінності, будь то фізичні об'єкти чи більш абстрактні традиції, що означає, що критерії Етикетки різнились залежно від країни. До 2010 року міжурядовим знаком було присвоєно 64 сайти в 18 різних країнах-учасницях.

### Трансформація в ініціативу ЄС
20 листопада 2008 року Рада прийняла висновки, спрямовані на трансформацію міжурядової ініціативи в дію Союзу, запросивши Комісію подати їй пропозицію щодо створення Союзом Знака європейської спадщини та визначити практичні процедури реалізації проект. Були проведені громадські слухання та оцінки впливу, що підтверджує додану вартість участі ЄС. У 2010 році Європейська Комісія оголосила про плани загальноєвропейської схеми, відомої як Етикетка європейської спадщини і вона була офіційно створена 16 листопада 2011 року

## Знак європейської спадщини з 2013 року
Згідно з новою маркою, перші чотири сайти були визначені в 2013 році, ще шістнадцять позначень були визначені в 2014 році.
Сайти, що претендують на отримання етикетки, повинні мати символічну європейську цінність і мали зіграти значну роль в історії та культурі Європи та / або будівництві Союзу. Тому вони повинні продемонструвати одне або кілька з наступного:
1. їх транскордонний або загальноєвропейський характер: як їхній минулий і теперішній вплив та потяг виходять за межі національних кордонів держави-члена;
2. їх місце та роль у європейській історії та європейській інтеграції та їх зв'язки з ключовими європейськими подіями, особистостями чи рухами;
3. їх місце та роль у розвитку та просуванні спільних цінностей, що лежать в основі європейської інтеграції.[2]

На етапі попереднього відбору країни ЄС можуть обирати до двох ділянок раз на два роки, після чого на етапі відбору група з 13 незалежних експертів відбирає та контролює місця. Комісія вивчає заявки та рекомендує Європейській комісії, які сайти повинні отримувати ярлик на основі встановленого набору критеріїв. Сайти-кандидати також повинні подати план роботи.

## Країни-учасниці
У програмі беруть участь наступні країни:
- Австрія
- Бельгія
- Болгарія
- Хорватія
- Кіпр *
- Чехія
- Данія
- Естонія
- Франція
- Німеччина
- Греція
- Угорщина
- Італія
- Латвія
- Литва
- Люксембург
- Мальта
- Нідерланди
- Польща
- Португалія
- Румунія
- Словаччина
- Словенія
- Іспанія

## Вибрані сайти
Наразі сайтами, які містять марку, є:

### Австрія
- Археологічний парк Карнунтум

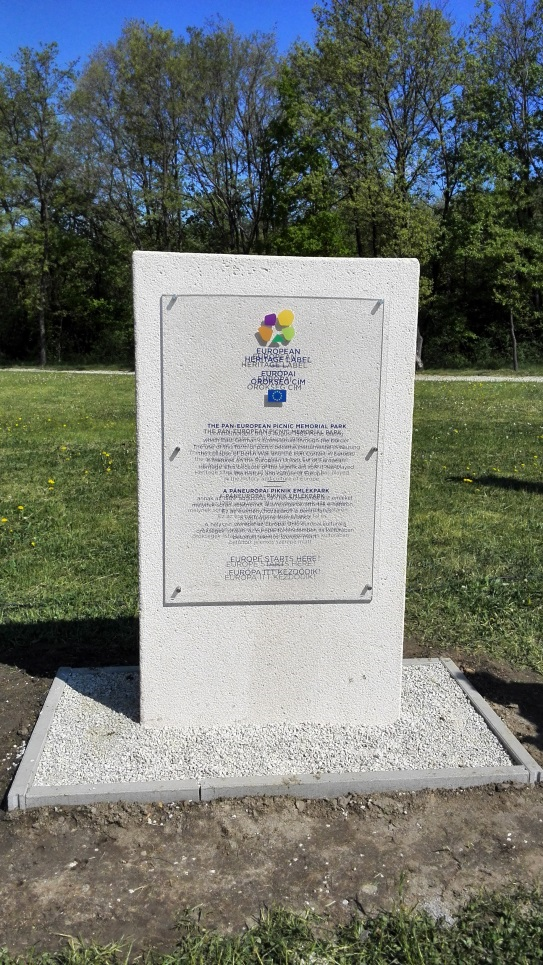
Зображення є табличкою Європейської спадщини

- Імператорський палац Відень, Відень
- Werkbund Estates в Європі — Werkbundsiedlung Відень

### Бельгія
- Мунданеум, Монс
- Буа дю Казьє, Шарлеруа
- Колонії доброзичливості

### Хорватія
- Неандерталець Крапіна, Крапіна

### Чехія
- Замок Оломоуц Премислід та Архієпархіальний музей, Оломоуц
- Замок Кінжварт — Місце дипломатичних зустрічей
- Werkbund Estates в Європі — Осада Баба (Прага), Новий Дум (Брно)

### Естонія
- Велика зала гільдії, Таллінн
- Історичний ансамбль Тартуського університету, Тарту

### Франція
- Абатство Клюні
- Будинок Роберта Шумана , Косо-Шазель
- Європейський округ Страсбурга
- Колишній концентраційний табір Нацвайлер-Струтгоф
- Меморіал Ле Шамбон-сюр-Ліньйон

### Німеччина

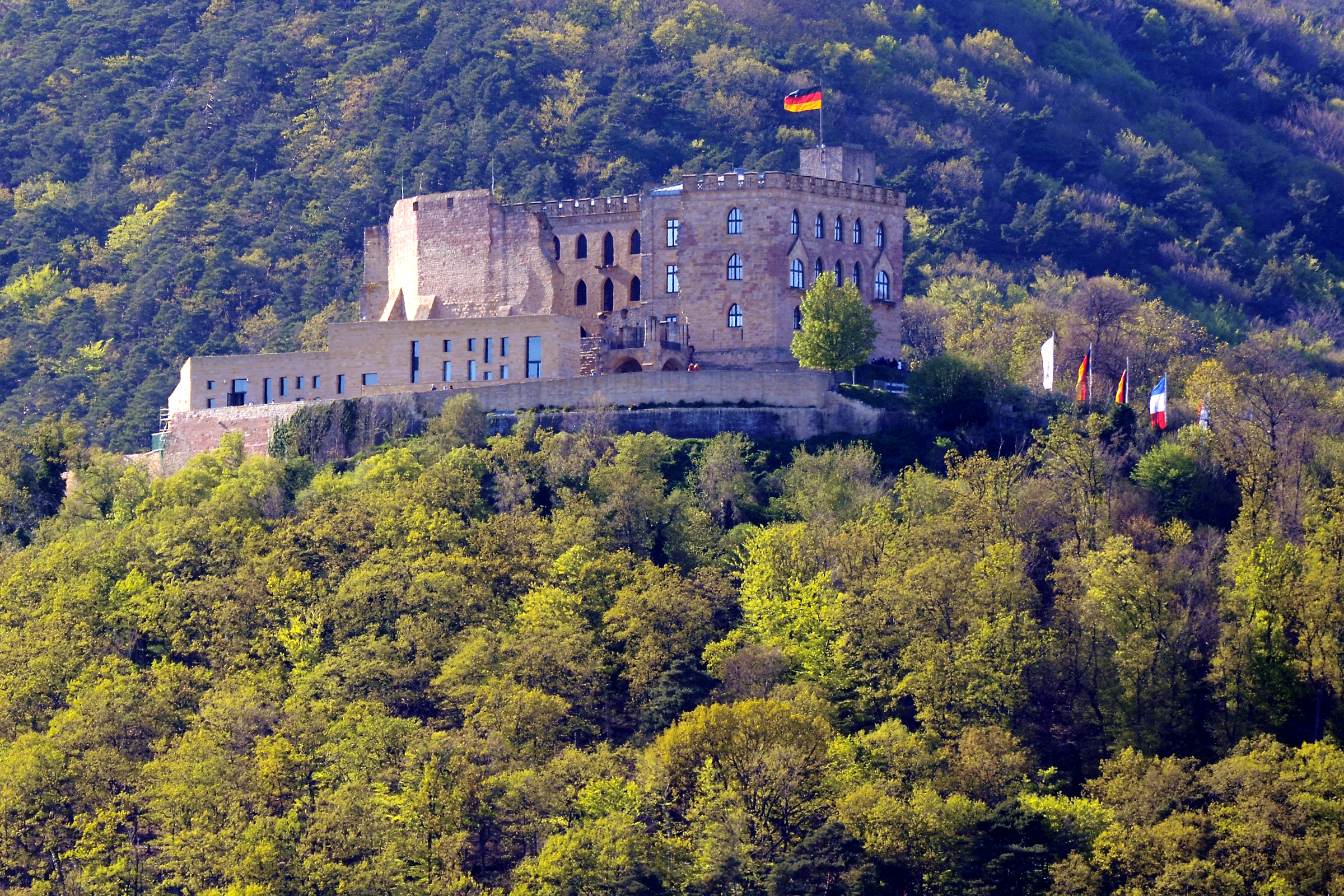
Замок Хамбах

- Замок Хамбах
- Мюнстер та Оснабрюк — Місця Вестфальського миру
- Музична спадщина [Архівовано 13 червня 2018 у Wayback Machine.] Лейпцига
- Werkbund Estates в Європі — маєток Weissenhof (Штутгарт)

### Греція
- Серце Давніх Атен

### Угорщина
- Академія музики імені Ліста Ференца, Будапешт
- Пан'європейський меморіальний парк для пікніка, Шопрон
- Комплекс синагоги на вулиці Догани
- Жива спадщина Сентендре

### Італія
- Музей Casa Alcide de Gasperi, П'єве Тесіно
- Форт Кадін [Архівовано 29 листопада 2020 у Wayback Machine.] Трентіно
- Археологічний ареал Остія Антіка

### Латвія

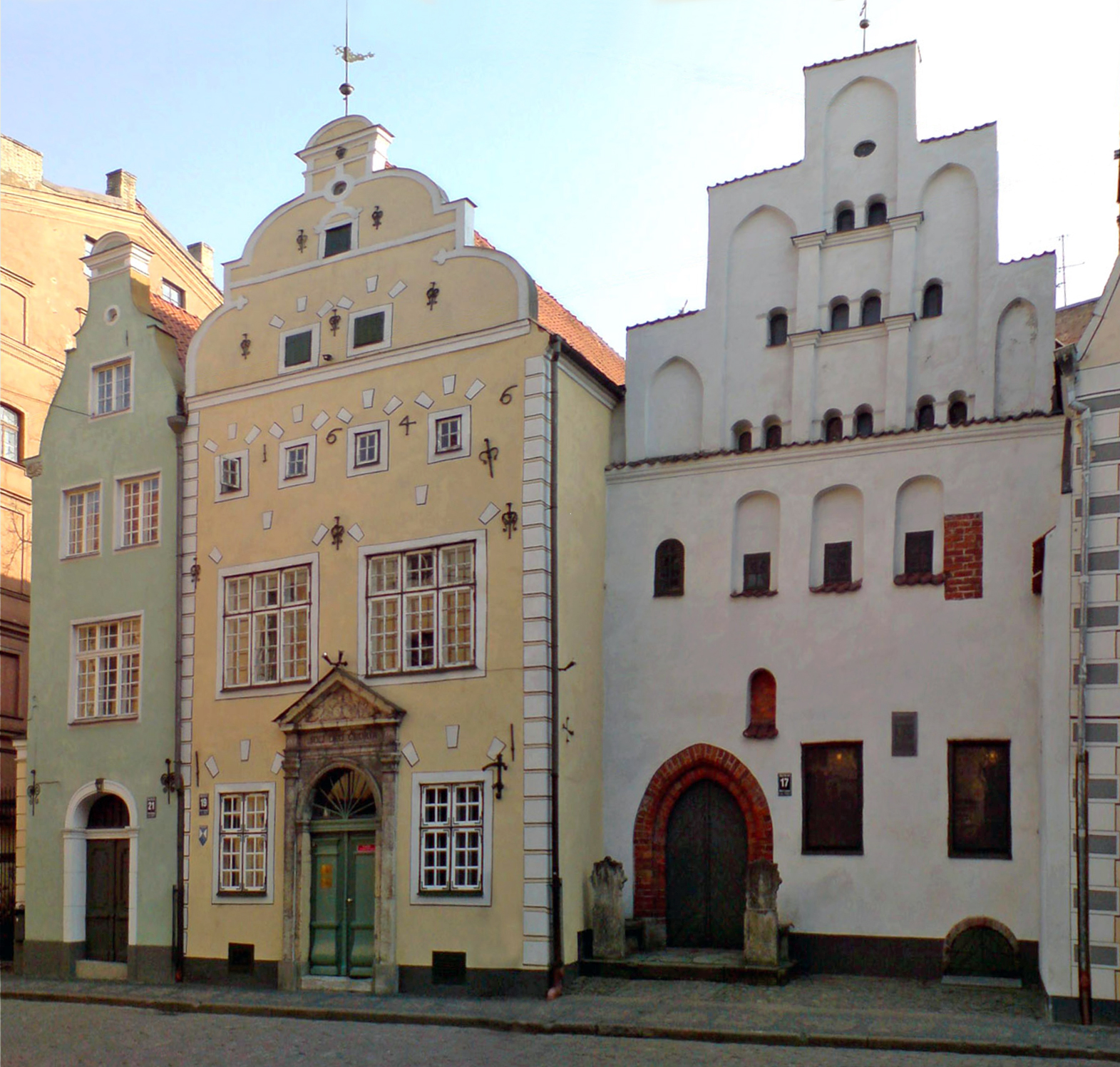
Три брати в Ризі

- Три брати, Рига[3]

### Литва

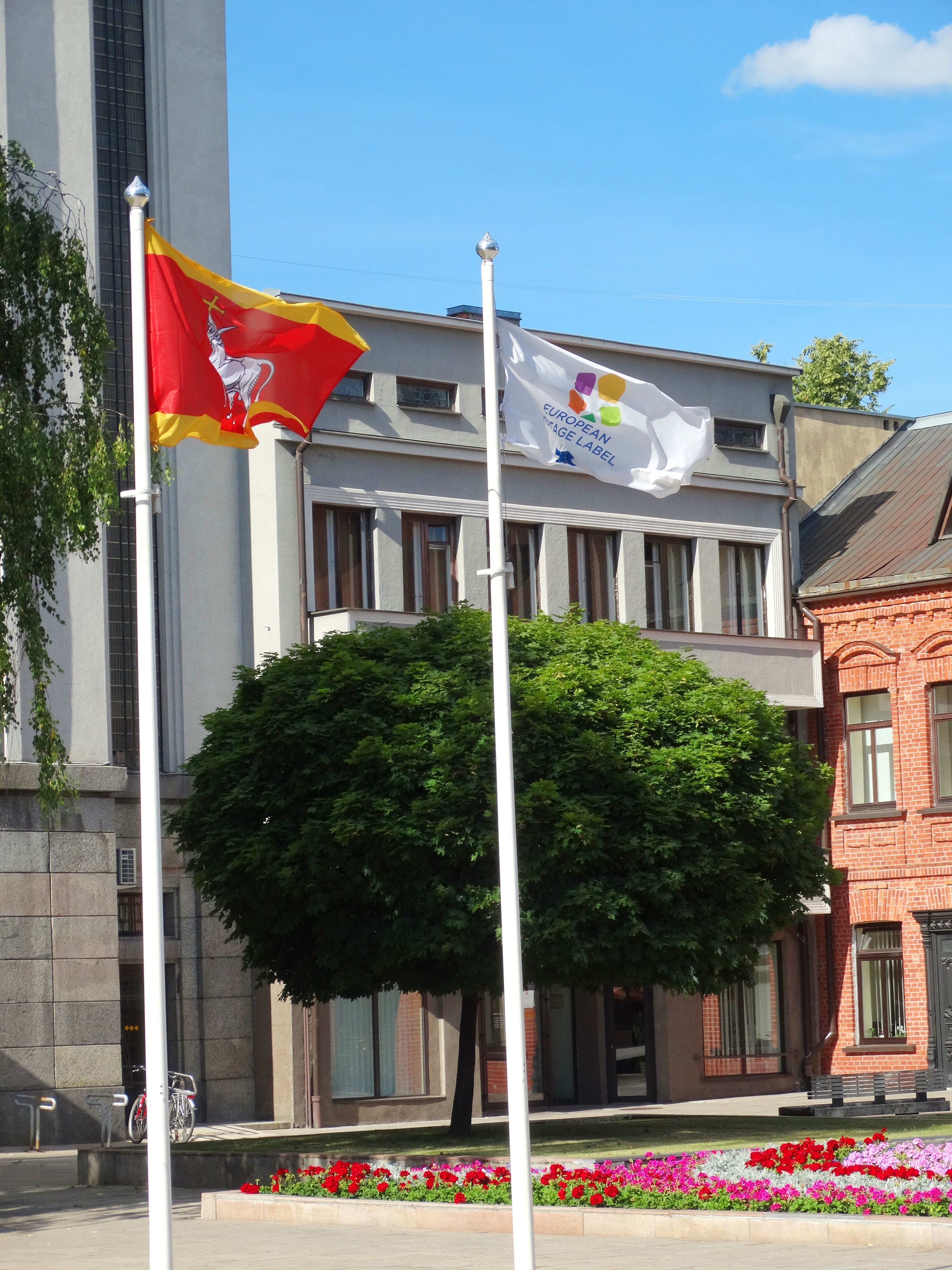
Прапор знака європейської спадщини в Каунасі, Литва

- Каунас 1919—1940 років

### Люксембург
- Село Шенген, місце народження Шенгенської угоди

### Нідерланди
- Табір Вестерборк
- Палац миру, Гаага
- Маастрихтський договір
- Колонії доброзичливості

### Польща
- Гданська корабельня
- Конституція 3 травня, 1791, Варшава
- Пам'ятки Любліна, пов'язані з Люблінською унією
- World War I Eastern Front Cemetery No. 123 Лужна-Пустки
- Сайт пам'яті в Ламбіновіце
- Werkbund Estates в Європі — WUWA (Вроцлав)

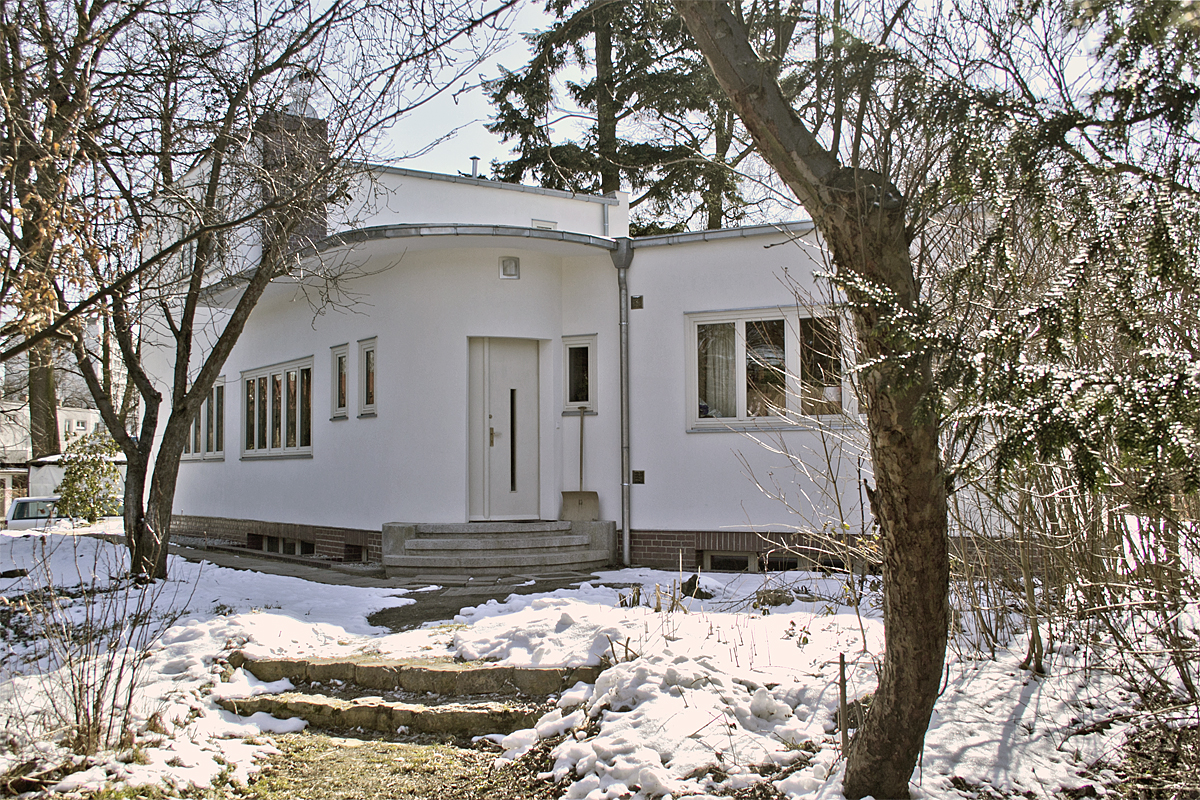
WUWA у Вроцлаві

### Португалія
- Хартія закону про скасування смертної кари (1867), Лісабон
- Загальна бібліотека Університету Коїмбри
- Сагреш Пойнт
- Підводна культурна спадщина Азорських островів

### Румунія
- Меморіал Сігета

### Словенія
- Партізанська лікарня імені Франї
- Церква Святого Духа, Яворца
- Здравлиця — Послання Європейської весни націй

### Іспанія
- Архів Корони Арагону, Барселона
- Residencia de Estudiantes, Мадрид

## Логотип

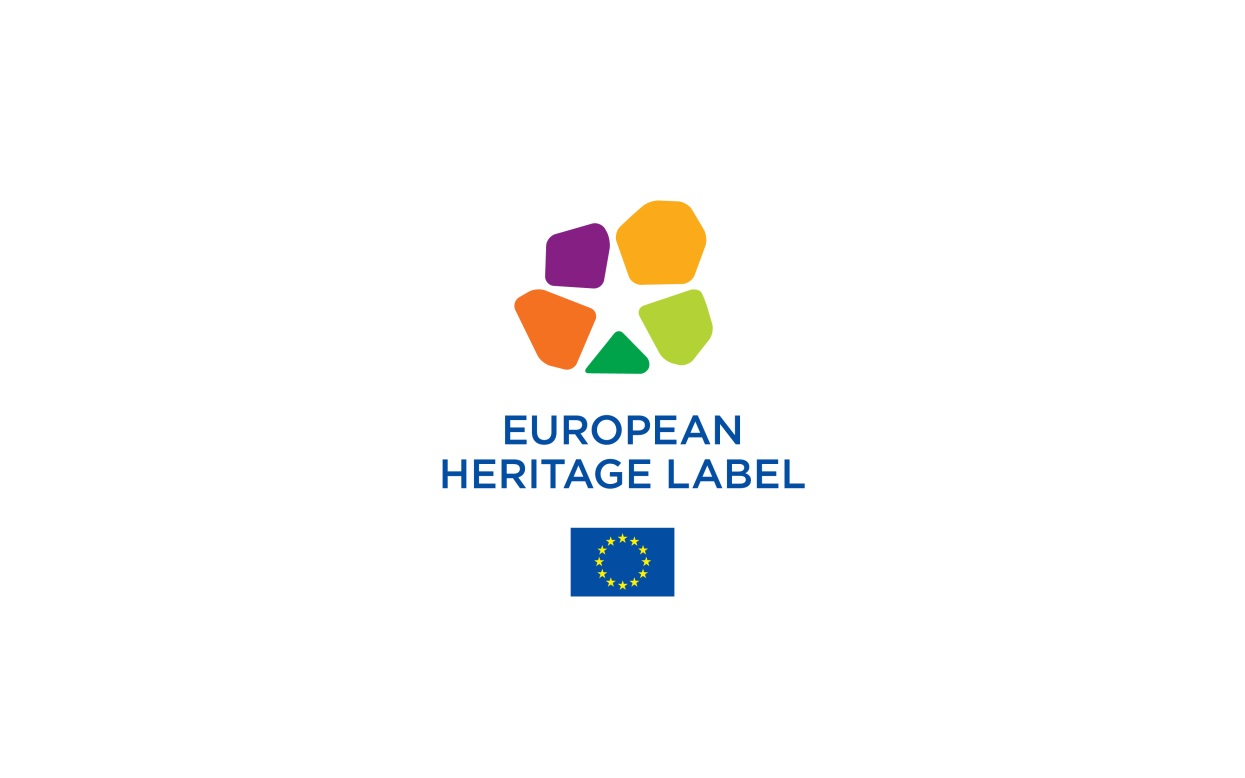
Новий логотип європейської спадщини

Логотип нового Знака європейської спадщини був обраний за результатами конкурсу, проведеного в 2012 році.
Сам знак присуджується у вигляді великої таблички з написом національною мовою та англійською мовою та невеликої таблички з лише логотипом. Всі великі таблички містять спільний елемент: «Він входить до списку Європейського Союзу об'єктів європейської спадщини через значну роль, яку він відіграв в історії та культурі Європи».